# Alfred Krupp
Alfred Krupp, född 26 april 1812 i Essen, död 14 juli 1887 i Essen, var en tysk industrialist, ledare för Kruppkoncernen.
Alfred Krupp var son till Friedrich Krupp och Therese Krupp. Vid faderns död 1826 tog Alfred tillsammans med sin mor över företaget Fried. Krupp. Alfred utvecklades familjeföretaget till en världskoncern genom tillverkning för järnvägen (lok, räls) men framförallt vapen för Preussen och från 1871 Tyska riket. 
Hans son Friedrich Alfred Krupp tog över företaget efter sin far. 